# 西域副沙鯰
西域副沙鯰，為輻鰭魚綱鯰形目北非鯰科的其中一種，分布於非洲加彭Ogooué至安哥拉Quanza流域，體長可達8.5公分，棲息在底層水域，屬肉食性，生活習性不明。